# J. J. Koval
Jeffrey „J. J.“ Koval, Jr. (* 19. Mai 1992 in Westlake Village) ist ein ehemaliger US-amerikanischer Fußballspieler, der meist als Mittelfeldspieler eingesetzt wurde. Er stand zuletzt bei Sacramento Republic unter Vertrag.

## Karriere

### Jugend und Amateurfußball
Koval spielte in seiner Jugend für Real So Cal, einem Verein aus seinem Heimatbezirk. Danach spielte er vier Jahre lang für die Stanford Cardinals, der Fußballmannschaft der Stanford University. Für diese absolvierte er insgesamt 74 Spiele.

### Vereinskarriere
Koval wurde am 16. Januar 2014 als neunter Pick im MLS SuperDraft 2014 von den San José Earthquakes gewählt. Nachdem er dort einen Profivertrag unterschrieb, absolvierte er am 11. März 2014 sein Pflichtspieldebüt für die Earthquakes in einem Spiel der CONCACAF Champions League.
Am 27. Februar 2016 wurde Koval aus seinem Vertrag bei den Earthquakes entlassen. Kurz darauf wurde er von Sacramento Republic verpflichtet, an die er bereits vorher ausgeliehen war.
Nach der Saison 2016 verkündete Koval am 21. Dezember 2016, dass er vom professionellen Profisport zurücktritt und seine Karriere beendet.